# Пещерная фауна

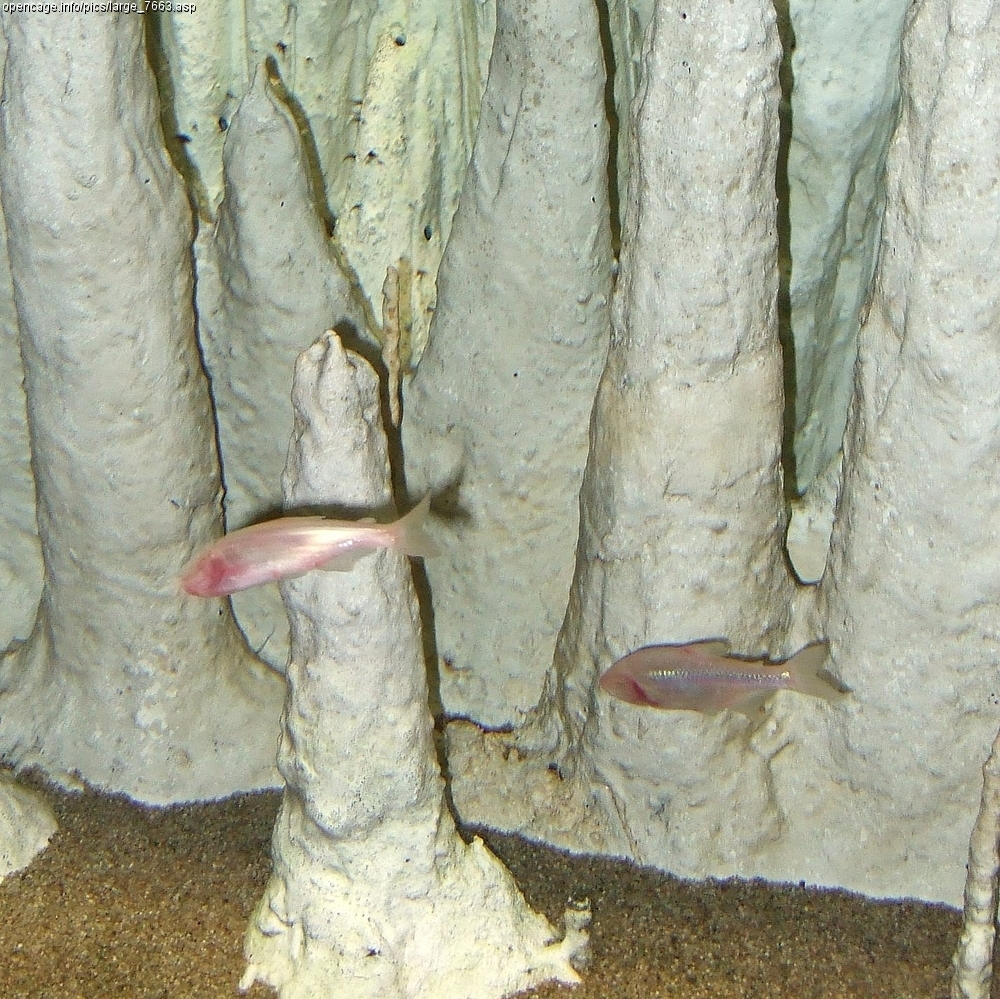
Рыбы Astyanax jordani, обитающие в мексиканских пещерах

Пещерная фауна, или спелеофауна, — совокупность животных, живущих в пещерах, расщелинах и пустотах под землёй (в области жизни, совокупно называемой гипогеей). Пещерная фауна значительно отличается от наземной. Она подразделяется на несколько экологических групп: постоянные обитатели, типичные только для гипогеи (троглобионты, троглобии или эвтроглобионты); постоянные обитатели, живущие в сходных условиях и вне гипогеи (троглофилы или гемитроглобионты); обитатели гипогеи, проводящие в ней часть своего жизненного цикла, например время сна или зимовку (троглоксены или псевдотроглобионты); животные, случайно попавшие в пещеры и погибшие там (тихотроглобионты). Пещерную фауну исследуют биоспелеология и фреатобиология (наука о жизни в подземных водах).
Всех обитателей пещерной фауны делят на троглобионтов (постоянные обитатели пещер), троглофилов (которые могут жить и на поверхности, но предпочитают пещеры) и троглоксенов (временно и случайно посещают пещеры).

## Описание и образ жизни

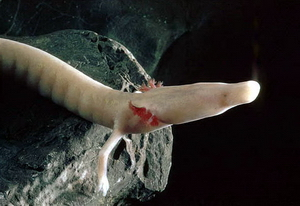
Европейский протей — типичный троглобионт, эндемичный обитатель подземных озёр в балканских пещерах

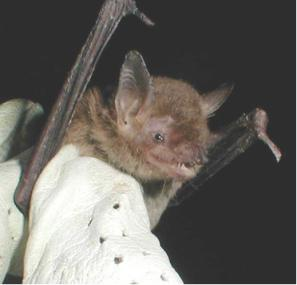
Пещерная ночница — типичный троглофил, обитатель пещер юга США и Центральной Америки

Главными особенностями жизни в гипогее являются: темнота, как следствие — нет фотосинтезирующих растений; постоянство температуры — отсутствие её сезонных и суточных колебаний; высокая влажность; своеобразие источников питания.
Вследствие постоянного пребывания в темноте животные-троглобионты, как правило, лишены пигмента как ненужного элемента адаптационной окраски: имеют бледную окраску или прозрачны (некоторые рыбы, ракообразные, насекомые), хотя и в меньшей степени, чем пелагические (жители морских глубин). Глаза их часто в значительной степени редуцированы: у позвоночных они прикрыты кожей, лишены линзы или она очень мала; у членистоногих глаза лишены пигмента, имеют меньшее число фасеток или редуцированы полностью. Это резко отличает пещерную фауну от находящейся тоже в постоянной темноте глубоководной, среди которой встречаются представители с очень хорошо развитыми глазами (в зависимости от самосвечения этих животных). При этом для пещерных обитателей характерно усиление других органов чувств: обоняния, слуха и осязания (например, у насекомых удлинены усики и ноги). У обитателей крупных подземных полостей часто наблюдается удлинение придатков, порой животные увеличиваются в размерах по сравнению с наземными сородичами (так называемый пещерный гигантизм).
Ранее считалось, что все насекомые пещерной фауны бескрылы. Однако в 2015 году в глубокой (980 м) пещере в Хорватии обнаружен вид комаров-звонцов Troglocladius hajdi из семейства хирономид (Chironomidae), который наряду с длинными ногами обладал и большими крыльями, — это предположительно первый известный летающий троглобионт.
Обычно высокая влажность воздуха, характерная для гипогеи, приводит к сглаживанию различий между сухопутными и водными животными. Так, при затоплениях подземных полостей и пещер сухопутные животные способны добывать себе пропитание в воде, а водные обитатели могут длительное время прожить в условиях суши.
Так как температура и влажность в пещерах часто остаются неизменными на протяжении всего года, постоянные обитатели пещер обходятся без зимней спячки и толстых покровов тела. Обмен веществ в этих условиях замедлен, жизненный цикл, как правило, растянут, характерна постоянная скорость роста, круглогодичное размножение. Основу пищевой пирамиды пещерной фауны составляют разлагающиеся растительные останки, приносимые водой, экскременты других животных (например, гуано летучих мышей) и автотрофные хемосинтезирующие бактерии (например, Perabacterium spelei в пещерах Франции). Многие водные жители гипогеи питаются донным грунтом, в котором содержится огромное количество (до 20 % по массе) бактерий.

## Представители
Среди птиц постоянных обитателей пещер нет (к троглоксенам относятся гуахаро, совы), среди млекопитающих же есть некоторые троглофильные виды летучих мышей. К типичным представителям троглобионтов и троглофилов из позвоночных относятся следующие: среди земноводных — протей (Proteus anguinus), пещерные саламандры и тритоны, среди рыб — Paraphoxinus, Typhlichthys и др. Среди беспозвоночных представлены плоские черви, кольчатые черви, моллюски. Главная же масса видов приходится на членистоногих, в особенности на насекомых. Так, из жуков, например, — Anophthalmus, Spelaeodytes, Spelaeochlamys, Troglorrhynchus и др.; из муравьёв — Typhlopone; из мух — Gymnomus; из щетинохвосток (Thysanura) — некоторые Campodea, Troglodromicus; из паукообразных — Sira, Porrhomma, Nemaspela ladae и др.; из ракообразных — некоторые — Cypris, Cyclops, Branchipus, Gammarus, Niphargus, Phreatoicus, Microcerberidae и др.; из кольчатых червей — Psammoryctides; кроме того, губка (Spongilla), несколько турбеллярий и инфузорий (Vorticella).
Пещерные рыбы свойственны только гипогее Америки и Африки, пещерные земноводные обитают только в Америке и Европе.
Примечательно, что пещерные животные Европы и Северной Америки по большей части принадлежат к одним и тем же родам, а иногда и видам. Большинство троглобионтов представляют собой реликты древних наземных фаун, значительная часть водных обитателей пещер имеют морское происхождение. К примеру, в пещерах Закавказья есть тропические виды (Speocyclops), сохранившиеся с третичного периода.